# Turki (rejon dokszycki)
Turki (biał. Туркі; ros. Турки) – wieś na Białorusi, w obwodzie witebskim, w rejonie dokszyckim, w sielsowiecie Dokszyce.
Dawniej Turki Stare.

## Historia
W czasach zaborów wieś leżała w gminie Pariafianów, w powiecie wilejskim w guberni wileńskiej Imperium Rosyjskiego.
W dwudziestoleciu międzywojennym wieś leżała w Polsce, w województwie wileńskim, w powiecie duniłowickim, od 1926 w powiecie dziśnieńskim, w gminie Parafianów.
Według Powszechnego Spisu Ludności z 1921 roku zamieszkiwało tu 219 osób, 37 było wyznania rzymskokatolickiego, 181 prawosławnego, a 1 ewangelickiego. Jednocześnie 35 mieszkańców zadeklarowało polską przynależność narodową, 183 białoruską, a 1 inną. Było tu 41 budynków mieszkalnych. W 1931 w 44 domach zamieszkiwały 242 osoby.
Wierni należeli do parafii rzymskokatolickiej w Dokszycach i prawosławnej w Hnieździłowie. Miejscowość podlegała pod Sąd Grodzki w Dokszycach i Okręgowy w Wilnie; właściwy urząd pocztowy mieścił się w Parafianowie.
Po agresji ZSRR na Polskę w 1939 roku wieś znalazła się w granicach BSRR. W latach 1941–1944 była pod okupacją niemiecką. Następnie leżała w BSRR. Od 1991 roku w Republice Białorusi.